# Mischa Kamp
Pour les articles homonymes, voir Kamp.
Mischa Kamp est une réalisatrice néerlandaise, née le 7 août 1970 .

## Filmographie
- 1996 : Waskracht! (TV)
- 1996 : Mijn moeder heeft ook een pistool (court métrage)
- 2002 : De sluikrups (court métrage)
- 2004 : Zwijnen (TV)
- 2005 : Le Cheval de Saint Nicolas (Het Paard van Sinterklaas)
- 2006 : Naked (TV)
- 2007 : Adriaan (TV)
- 2007 : Mais où est le cheval de Saint-Nicolas? (Waar is het paard van Sinterklaas ?)
- 2008 : De fuik (TV)
- 2008 : Vanwege de Vis
- 2010 : LelleBelle (TV)
- 2012 : Tony 10
- 2014 : Boys (Jongens) (téléfilm)
- 2019 : Kapsalon Romy